# PV Telescopii
PV Telescopii (även känd som HD 168476) är en ensam stjärna  belägen i den sydvästra delen av stjärnbilden Kikaren. Den har en genomsnittlig skenbar magnitud på 9,30 och kan endast observeras med optiska hjälpmedel. Den har en parallax på ca 0,43 ± 1,12 mas och beräknas befinna sig på ett avstånd på ca 8 000 parsek från solen.

## Egenskaper
PV Telescopii är en blå till vit superjättestjärna av spektralklass B5p. Den har en massa som är ca 95 procent av solens massa, en radie som är ca 34 gånger större än solens och utsänder från dess fotosfär ca 25 000 gånger mera energi än solen vid en effektiv temperatur på ca 12 400 K.
PV Telescopii visar radiella hastighetsförändringar som antas bero på radiella pulseringar orsakade av en ovanlig forminstabilitet. Spektret visar ett starkt underskott av väte och ett starkt överskott av helium- och kollinjer.
PV Telescopii är en extrem heliumstjärna och är prototypen för variabla stjärnor som kallas PV Telescopii-variabler. Dessa varierar något oregelbundet över ca 0,1 magnitud i en tidsskala av timmar till dygn. PV Telescopii är ett exempel med variationer över 8-10 dygn. Den kan vara en sen termisk puls efter en AGB-stjärna eller resultatet av en fusion av en vit dvärg.